# Sillago chondropus
 Sillago chondropus és una espècie de peix de la família Sillaginidae i de l'ordre dels perciformes.

## Morfologia
Els mascles poden assolir els 35 cm de longitud total.

## Distribució geogràfica
Es troba des de Sud-àfrica fins al Pakistan, l'Índia, Myanmar, Indonèsia, nord de Nova Guinea, Tailàndia, les Filipines i Taiwan.